# Partido Feminista de España
El Partido Feminista de España (PFE) es un partido político español. Se constituyó en Barcelona en mayo de 1979 y fue legalizado el 8 de marzo de 1981. El partido desde su creación está presidido por Lidia Falcón.
Se define como marxista-feminista. En su programa defiende la proclamación de la III República Federal, derivar los recursos destinados a la compra de armamento a atender necesidades sociales, igualar las pensiones de las mujeres a las de los hombres además de denunciar la explotación sexual y reproductiva. Formó parte de Izquierda Unida desde septiembre de  2015 hasta febrero de 2020.

## Historia

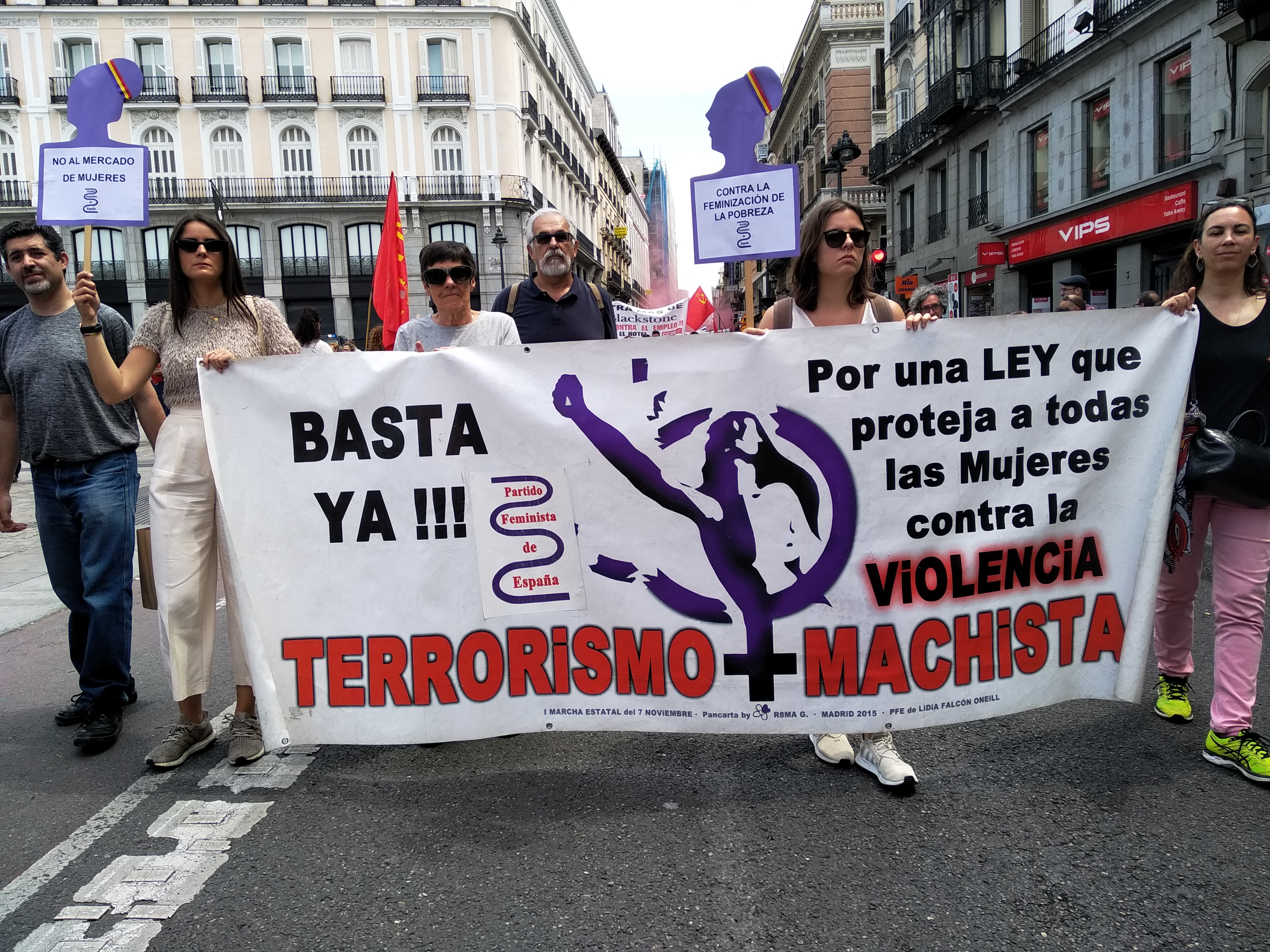
Pancarta de Partido Feminista de España en la manifestación del Primero de Mayo 2019, Madrid.

El Partido Feminista de España se creó durante la Transición española tras la dictadura franquista. Fue constituido en Barcelona en mayo de 1979 a partir del trabajo teórico realizado por la Organización Feminista Revolucionaria, que elaboró entre 1977 y 1979 un documento donde se recoge el ideario del Partido: "Partido Feminista: Tesis". El partido fue legalizado el 4 de marzo de 1981, al ser inscrito en el Registro de Partidos Políticos del Ministerio del Interior.

### I congreso (1983)
En 1983 se celebró un Congreso en Barcelona en el que fue elegido el Comité Ejecutivo del PFE, integrado por Lidia Falcón y Carmen Sarmiento, María Encarna Sanahuja, doctora en Arqueología; Mercedes Izquierdo, economista; Montserrat Fernández Garrido, auxiliar abogada; Pilar Altamira, psicóloga; Elvira Siurana, secretaria; Isabel Marín, dietista, y María Ángeles Piquero, relaciones públicas.
Entre los temas debatidos en el Congreso, uno de los que atrajo especial atención de los medios fue introducido por la escritora María José Ragué expresando en una de las ponencias que consideraba que la liberación de la mujer llegaría con la liberación de su papel reproductor, para lo cual propugnaba la investigación de las nuevas formas de fecundación in vitro, que permitirían a las mujeres decidir y elegir una maternidad libre y responsable.

### II congreso (2015)
Durante su II Congreso, celebrado del 25 al 26 de julio de 2015, el Partido Feminista decidió integrarse en Izquierda Unida (IU) para participar en las elecciones generales dentro de la estrategia de unidad popular.

#### Acuerdo con Izquierda Unida
En septiembre de 2015 el PFE se integró formalmente en IU. Su presidenta Lidia Falcón señaló la necesidad de participar en política y contribuir a la formación de candidaturas de unidad popular en las elecciones generales. El secretario general de IU Cayo Lara señaló que la incorporación del Partido Feminista enriquecía el pluralismo, reforzaba sus tesis feministas como la despenalización total del aborto o el rechazo a la imposición de la custodia compartida y así como su posición republicana, laica y antimilitarista. El 22 de febrero de 2020 tras el rechazo por parte del Partido Feminista de propuesta de la Ley Trans presentada por IU e Unidas Podemos y la petición por parte del área LGTB (ALEAS-IU) y colectivos trans de que se expulsara al Partido Feminista de la coalición, el Partido Feminista de España fue expulsado de  el 22 de febrero de 2020 con el 85 % de los votos por reiterados incumplimientos estatutarios y mantener posiciones contrarias a las aprobadas en los órganos de ésta.

### III Congreso (2020)
El III congreso del PFE se celebró del 28 de febrero al 1 de marzo  de 2020,  en el salón del edificio de Abogados de Atocha en Madrid y planteó entre sus ejes de trabajo el debate sobre la mujer como clase social, modo de producción doméstico, trabajo doméstico, reproducción, salud, emigración, explotación sexual, prostitución, vientres de alquiler, ley Trans, situación laboral y económica.

### IV Congreso (2025)
El IV congreso del PFE se celebro en Madrid el 5 de abril de 2025, en el salón de actos del edificio de Abogados de Atocha en Madrid. Planteando las nuevas Tesis del Partido Feminista de España. Temas tratados en las Nuevas Tesis: el trato de la mujer por la medicina "El Sesgo machista en medicina"; sobre la pornografía, "Violencia y explotación en la industria pornográfica"; sobre la economía, la guerra y el costé económico militar, "No al incremento del gasto de Armamento"; la prostitución "Mercantilización del cuerpo de la mujer"; y por último, "La Ideología Queer y la Ley Trans".  

## Elecciones

### Elecciones europeas (1999)
En 1999 ante la celebración de las elecciones al Parlamento Europeo de 1999, el Partido Feminista impulsó la creación de la Confederación de Organizaciones Feministas del Estado Español formada por Partido Feminista de España, el Partit Feminista de Catalunya, el Alderdi Feminista del País Vasco y el Partit Feminista Valenciá, que obtuvo 28.901 votos (0,14%) sin obtener ningún escaño.

## Controversia sobre el proyecto de Ley Trans y expulsión de Izquierda Unida

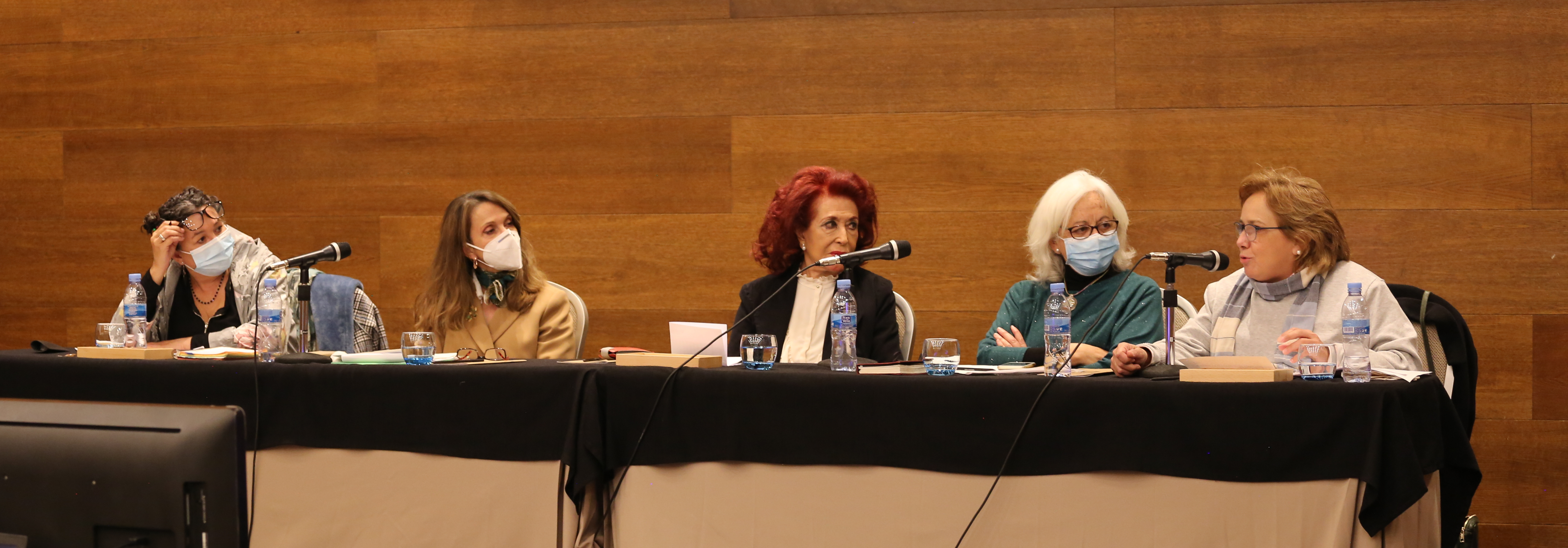
Mesa redonda titulada "¡Las Mujeres Somos Mujeres! Ni género, ni cis, ni trans, ¡Ni mutantes!" organizado por el Partido Feminista con participación de la organización ultraconservadora HazteOír

Tras la intervención de Elsa, menor transexual de 8 años en la Asamblea de Extremadura reclamando que se respetara su derecho "a ser tal y como se siente"  el Partido Feminista de España emitió un comunicado el 4 de diciembre de 2019 señalando su rotundo desacuerdo con las leyes en favor del colectivo trans, como la que se ha aprobado en el País Vasco o la que Unidas Podemos ha presentado a nivel nacional en el Congreso la pasada legislatura, y que planea volver a registrar debido a que este proyecto de ley decayó con la convocatoria electoral. El comunicado, hecho público a través de Facebook denunciaba a las estrategias del "lobby gay y sus acólitos, dirigidas a imponer en la sociedad el discurso queer, con las consecuencias nefastas de lograr la legalización de los vientres de alquiler, la aceptación de que los menores que se declaran transexuales puedan proceder a tratamientos médicos y quirúrgicos para cambiar de sexo, y la invisibilidad de la mujer como categoría."
El 7 de diciembre de 2019 el Área de Políticas LGTBI de Izquierda Unida (ALEAS-IU)  se desmarcó de las declaraciones del Partido Feminista de España, exigió una rectificación. Por su parte diversos miembros de la Federación Trans estatal acusaron al Partido Feminista de cometer delito de odio, y otros colectivos trans y LGBT exigieron la expulsión del PFE de IU.
"Los transexuales NO son el enemigo: es el Patriarcado que no sólo nos oprime sino, más terrible aún, nos construye" respondió en un nuevo comunicado el PFE reivindicando la historia del partido en defensa de la libertad de elección sexual y reclamando el posicionamiento por parte de la dirección federal ante la crisis, anunciando también la petición de reunirse con IU y Podemos para que se retire la proposición de ley de 2018 sobre transexualidad, y la intención de escribir al Defensor del Menor "para que proceda a cumplir con su obligación de proteger a los menores de edad de tratamientos hormonales y quirúrgicos sin ningún informe de expertos y pida responsabilidades a los padres y madres que los consientan".
Ante la continuidad de la polémica, el 26 de enero de 2020 el Partido Feminista señaló: "Nunca hemos perseguido ni insultado a las personas trans. Son los calumniadores los que lo están difundiendo. Nuestra crítica es contra las leyes que pretenden aprobar y que implican la desaparición de las mujeres y el tratamiento a menores."
El Partido Feminista de España fue expulsado de Izquierda Unida el 22 de febrero de 2020 con el 85 % de los votos. La Asamblea Político y Social de IU justifica la expulsión del PFE porque "en el caso del debate sobre las leyes de personas trans el PFE se ha pronunciado públicamente contra los acuerdos programáticos de IU, los acuerdos de órganos de IU y no ha reconocido la estructura de IU". Además, en su resolución afirmó que Falcón "ha interpretado que la política de feminismo de IU le corresponde al PFE" y que, en consecuencia, ha incumplido de forma grave y reiterada las obligaciones referentes al respeto de la unidad, principios, estatutos y programas de la organización y los acuerdos adoptados de forma válida y democrática por los órganos correspondientes.
En respuesta a la expulsión la presidenta del partido Lidia Falcón denunció que el PFE no tuvo ocasión de defenderse porque el pliego de cargos se entregó cuando ya estaban sentadas en la sala. También reiteró la posición de su partido en contra del proyecto de la Ley de Transexualidad, considerada como "una ley que elimina las categorías antropológicas y marxistas tanto de mujer y hombre, como de madre y padre, como de clase social para convertirnos en un magma que nos tendremos que identificar como género y que además permitirá hormonar y llevar adelante transformaciones físicas en los menores de edad". También señaló que IU "ya no es feminista", después de "haber liquidado el área de la mujer" señalando que "quienes dominan el espacio ideológico y social respecto a mujeres y hombres son los trans".

## Posiciones
El Partido Feminista de España se posiciona abordando el feminismo mediante la realización de un análisis marxista de la realidad, utilizando las herramientas del materialismo dialéctico y del materialismo histórico.

### Ley trans
El Partido Feminista cuestiona el proyecto de Ley de Transexualidad presentado en marzo de 2018 por Unidas Podemos, que apostaba por reconocer la libre determinación de la identidad sexual y expresión de género porque  "implica la desaparición de las mujeres y el tratamiento a menores", al permitir la autodeterminación del género sin necesidad de informes médicos o psicológicos.

### Prostitución y vientres de alquiler
Defiende la abolición de la prostitución y denuncia los vientres de alquiler.

### Violencia contra la mujer
Reclama la introducción en la legislación penal el delito de apología de la violencia machista, equiparándolo a la apología del terrorismo, y de la denigración de las mujeres y el odio sexista. Hacer cumplir las penas de prisión a los condenados por violencia contra la mujer y las niñas, aunque sean inferiores a dos años.

### Ley de memoria histórica
El PFE reclama crear una Comisión de la Verdad que investigue y publique sus conclusiones sobre los crímenes de lesa humanidad y de genocidio cometidos durante la dictadura franquista para que se proceda a la justicia y reparación que se les debe a las víctimas.